# Jacques Cachemire
Jacques Cachemire (Pointe-à-Pitre, 27 febbraio 1947) è un ex cestista francese.

## Carriera
Con la Francia ha disputato sei edizioni dei Campionati europei (1971, 1973, 1977, 1979, 1981, 1983).

## Palmarès
- Campionato francese: 2

Olympique d'Antibes: 1969-70
ASPO Tours: 1979-80